# Montalbán de Córdoba (kommunhuvudort)
Montalbán de Córdoba är en kommunhuvudort i Spanien.   Den ligger i provinsen Province of Córdoba och regionen Andalusien, i den södra delen av landet, 300 km söder om huvudstaden Madrid. Montalbán de Córdoba ligger 270 meter över havet och antalet invånare är 4 665.
Terrängen runt Montalbán de Córdoba är lite kuperad. Runt Montalbán de Córdoba är det ganska tätbefolkat, med 129 invånare per kvadratkilometer. Närmaste större samhälle är Montilla, 9,8 km öster om Montalbán de Córdoba. Trakten runt Montalbán de Córdoba består till största delen av jordbruksmark.